# Курумы (культовые сооружения)
Куру́мы (древнетюркское gorum — «груда камней») — культовое сооружение в некоторых районах Центральной Азии; искусственная пирамида, сложенная из камней вручную людьми, у которой обычно совершаются религиозные обряды; термин, который определяет такое сооружение.

## Географическое распространение термина
«Курум» в значении культового антропогенного захоронения имеет узкую географическую локализацию. По современным данным термин «курум» как могильное захоронение употребляется в Ферганской долине и прилегающих районах, и, видимо, существует лишь в таджикском и узбекском языках. В других областях Азии термин «курум» обозначает нерасчленённую дневную поверхность, сложенную крупнообломочным каменным материалом.

## Происхождение курумов — культовых сооружений
Курумом может быть могила, где захоронены останки человека или «пустое» культовое сооружение. У курума в Центральной Азии есть несколько функциональных особенностей. В районах Азии, где распространён земной покров с большим количеством свободно лежащих камей природного происхождения, существует обычай убирать вручную с тропы или дороги камни и, иногда складывать их в кучи пирамидальной формы.
Иногда курум складывают над останками умершего или погибшего человека.

## «Курум Тамерлана»
Существует легенда, что когда Тамерлан отправлялся в трудный и опасный военный поход, он приказал каждому воину, проходя мимо шатра владыки, оставить один камень. В течение трёх дней был сложен гигантский курум, число камней в котором точно соответствовало числу воинов, которые отправлялись в поход. По окончании похода, возвращаясь домой, оставшиеся в живых воины забирали из курума по одному камню. Таким образом Тамерлан определил, сколько воинов его армии не вернулось на родину после жестоких битв.

## Курум-захоронение
Пирамида из камней складывалась над останками умершего или погибшего человека, чтобы они не были съедены животными; тогда курум становился могилой, отмеченной на местности. Обычно он получал имя собственное. У курума могли совершаться религиозные обряды и, таким образом могила-курум становилась культовым сооружением, которое включалось в культурную, этическую и историческую сферу человека.
Таджикский историк Бободжан Гафуров в 1989 пишет:
…В Ферганской долине [это] …погребальные памятники, расположенные в Кураминском хребте… Здесь от поселка Курук-сай до Ашта и Пангаза имеется множество могильников, …которые местное население называет курумы, что означает «скопление камней» или [также называет могильники] мутхона — «дома мугов»

## Курум-пирамида
Курум-пирамида мог быть сложен в произвольно выбранном месте. Но чаще курум складывали со вполне определённой целью: отметить на местности перевал, поворот тропы или дороги, отметить разветвление путей, указать место брода или переправы через ручей или реку и другое.
Курумы — постепенно увеличивались в объемах и высоте и становились, таким образом, весьма заметным антропогеновым элементом ландшафта. Курум начинал выполнять несколько чрезвычайно важных функций:
- утилитарно-культурная функция: напоминание о том, что каждый проходящий должен сделать доброе дело — убрать с тропы или дороги камень;
- этическое значение: человек не одинок, вот курум, сложенный людьми, — отожествление путника с миром людей, что даёт ему в пути надежду и укрепляет его дух, — это напоминание о бренности мира, когда человека, положившего камень в курум уже нет, — но и я, положивший в курум «свой» камень, оставлю память о себе;
- зафиксированная на местности точка, от которой можно уверенно вести отсчет пути во временных интервалах или в национальной системе измерения, например в чакрымах;
- хорошо видимый на местности объект, который служит для ориентирования вообще и в ненастную погода или в условиях плохой видимости;
- дорожный знак, у которого необходимо остановиться и дать отдых себе и вьючным и оседланным животным: ишакам, лошадям, верблюдам и другим; фиксированная в устной традиции точка, которую можно уверенно указать в передаче информации другому человеку о пути, по которому ему предстоит пройти.

## Курум-пирамида из человеческих черепов
Для устрашения племён и народов курумы в Азии иногда складывали из человеческих черепов. Летописные и устные предания связывают этот исторический феномен с деятельностью Тамерлана  или деспота Кашгара — Валихан-торе. Русский художник, литератор и путешественник Васи́лий Васи́льевич Вереща́гин (1842—1904) написал в 1871 маслом на холсте известную картину «Апофеоз войны. Посвящается всем великим завоевателям — прошедшим, настоящим и будущим» с изображением курума из человеческих черепов в Азии.

## Курум-обо
Некоторые курумы со временем становятся обо — культовым местом для обязательной остановки в пути и совершения религиозного обряда. Обычно — для вознесения молитвы к Аллаху, Будде, небу, реке, горам и другим объектам культового поклонения с надеждой о благополучии дальнейшего пути

## Инверсия курумов
Существует, видимо инверсия или изменение с течением времени статуса курумов в национальной традиции:
1. подлинная могила — человеческое захоронение превращается в обычную пирамиду камней, когда сведения о бывшем событии стираются в исторической памяти
2. и наоборот: пирамида камней в народной или официальной мифологии приобретает статус «могилы» — легендарного «захоронения» останков человека

## Курумы как феномен культуры народов Центральной Азии
Курумы как утилитарные придорожные искусственно созданные человеком сооружения или культовые постройки — в культуре народов Центральной Азии являются весьма древним и неотъемлемым элементом органической культуры. Это предмет законной гордости центральноазиатских народов, — культурный, этический, философский и исторический феномен. Курумы являются предметом изучения в истории инженерного дела и дорожного строительства, науке, искусстве, этике и философии.
Некоторые курумы получили известность в отдельных регионах Центральной Азии и прочно вошли в культуру проживающих здесь народов.